# 瓦硐南天廟
瓦硐南天廟，又作巷港南天廟或上瓦硐南天廟，舊稱永厚宮，臺灣澎湖縣廟宇，白沙鄉瓦硐村（頂社）大廟，主祀文衡帝君。

## 沿革
「瓦硐」一詞可見於清領時期方志紀錄，但僅見文獻以及外地人稱呼，澎湖在地人咸俗稱「巷港」，該地位處澎湖內海北端，為頂山嶼通往西嶼、小門、大山嶼、媽宮港之渡頭，由於頂山嶼為淺灘，退潮海水極淺，僅有一如窄巷大小的航道能駛船來往大倉嶼，因而泛稱「巷港」。

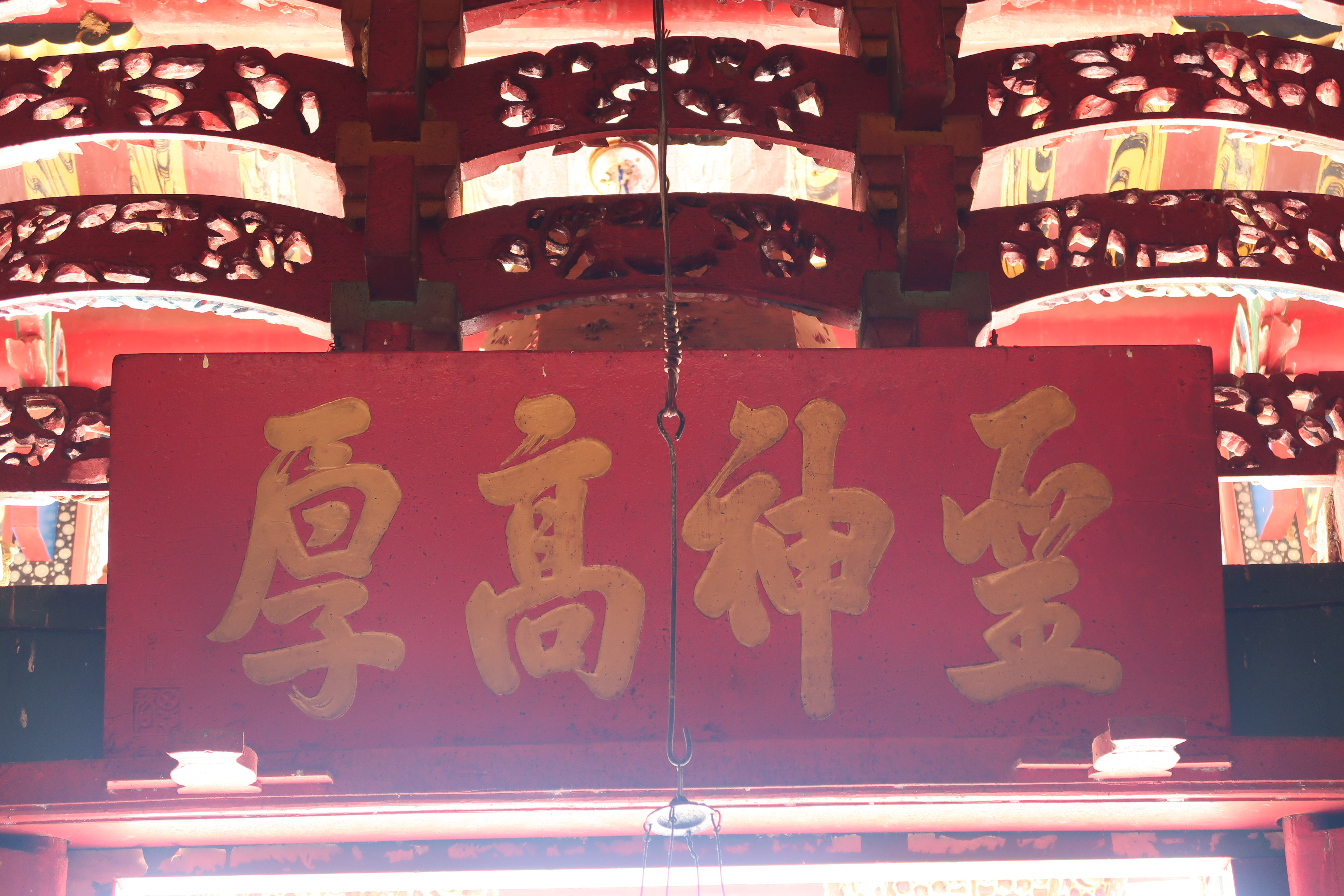
聖神高厚匾，上款陰刻「嘉慶戊寅年桂月吉旦」、下款「吳思啟敬立」，印款「源海」、「思啟」。

瓦硐隸屬瓦硐澳，因清領時期商業、交通發達，故以瓦硐為澳名以及澳社行政中心，當地聚落可分作「頂社」、「下社」，其中頂社位於西側、下社則位於東側，約在清領初期便已成形，建有各自的角頭廟，皆奉「文衡帝君」為主祀神明。
瓦硐南天廟為瓦硐頂社的公廟，原名永厚宮，其歷史原本無從查考，引據民國56年（1967年）〈南天廟重修落成簡誌〉所述，乃某日無意中從路旁棄置的石匾發掘，始知前人張謹夫倡建本廟前身永厚宮於嘉慶廿二年，翌年落成里人吳思啟乃贈匾誌慶。
廟方迄今仍珍藏吳思啟所敬獻的「聖神高厚」匾，落款年份即為「嘉慶庚寅年（嘉慶廿三年、1818年）」，所以南天廟開基於嘉慶廿二年（1817年）有所憑信。2020年6月1日，該匾額被澎湖縣政府登錄為「一般古物」。
日治時期昭和10年（1935年），瓦硐永厚宮遷建至今址，在此年易名為今廟名。民國54年（1965年），再度拆除舊廟、興建廟宇，有賴張邦珠、呂登座、鄭有捷、吳双豹、吳双諒等赴台向旅外鄉親募捐，順利於民國55年（1966年）農曆二月竣工，並在農曆六月舉辦落戎大典。

## 其他
民國五十年代（約1960年代），正是澎湖湖西鄉西溪村打石業蓬勃發展的時期，瓦硐因當地盛產的青斗石（玄武岩）品質優良，吸引西溪的打石師傅來此寄居，而南天廟的石碑之中，有位名為鄭蚵的師傅捐金十元之紀錄，便是西溪打石產業在瓦硐往來交流的時代見證。

## 圖輯

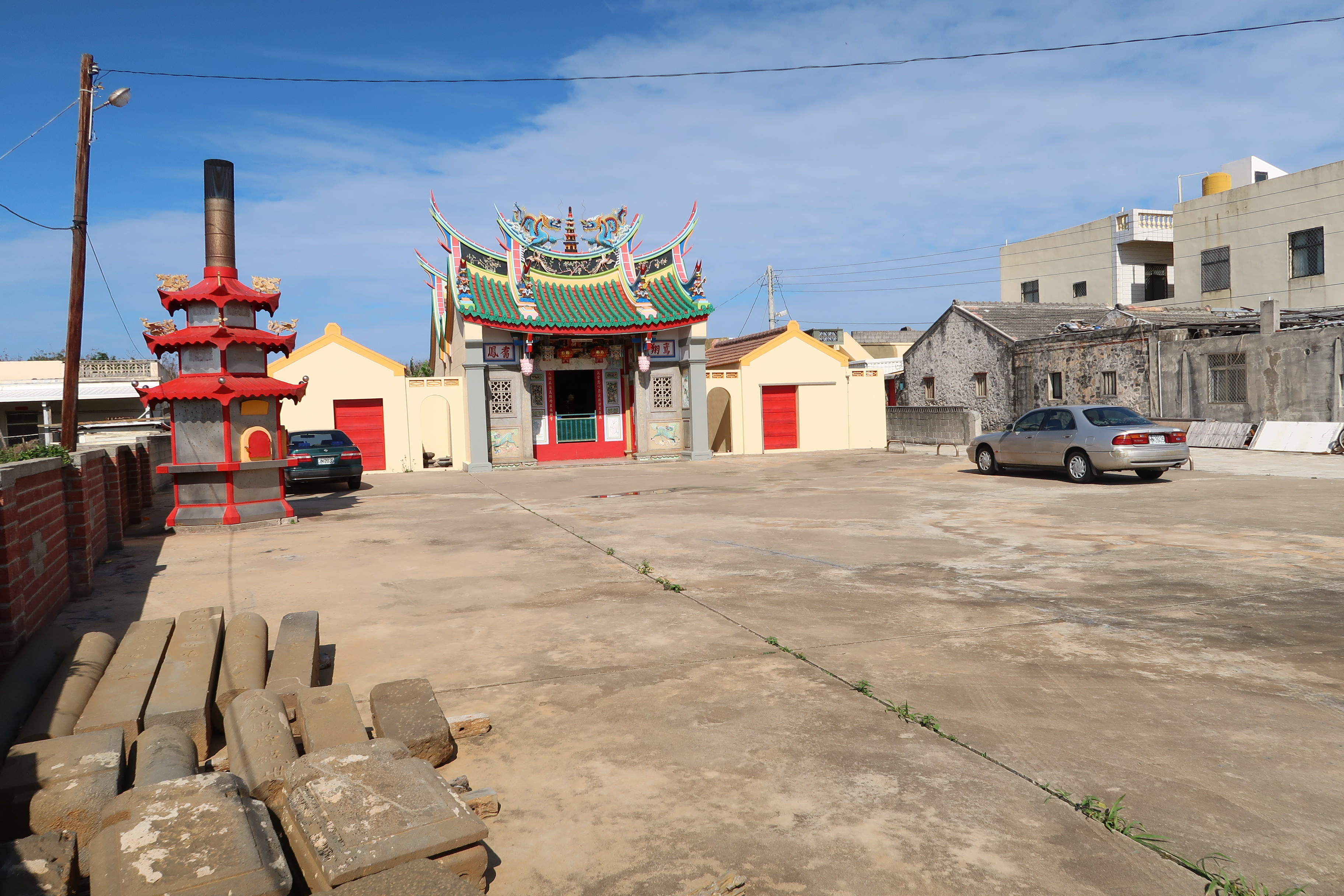
廟埕、金爐
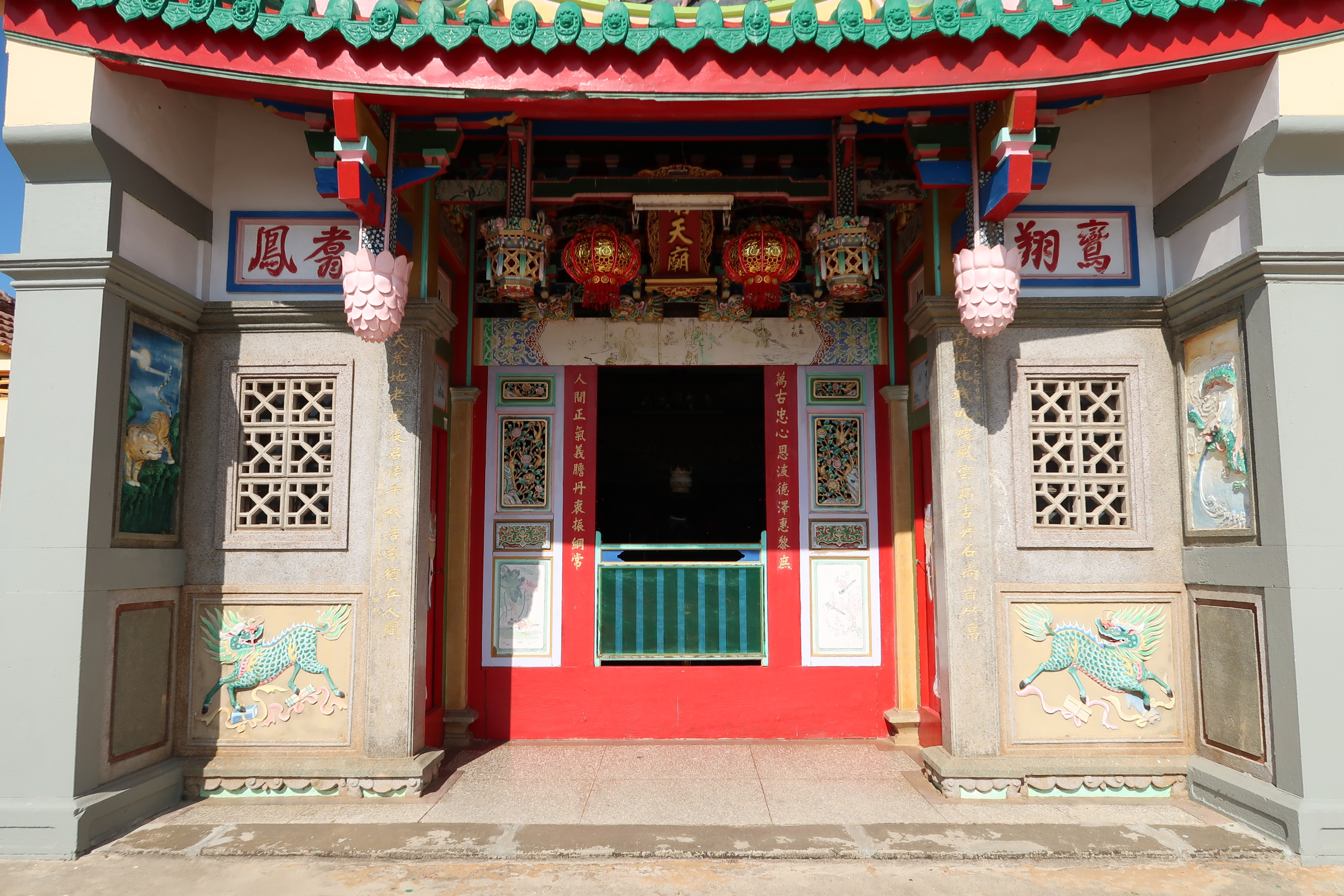
立面
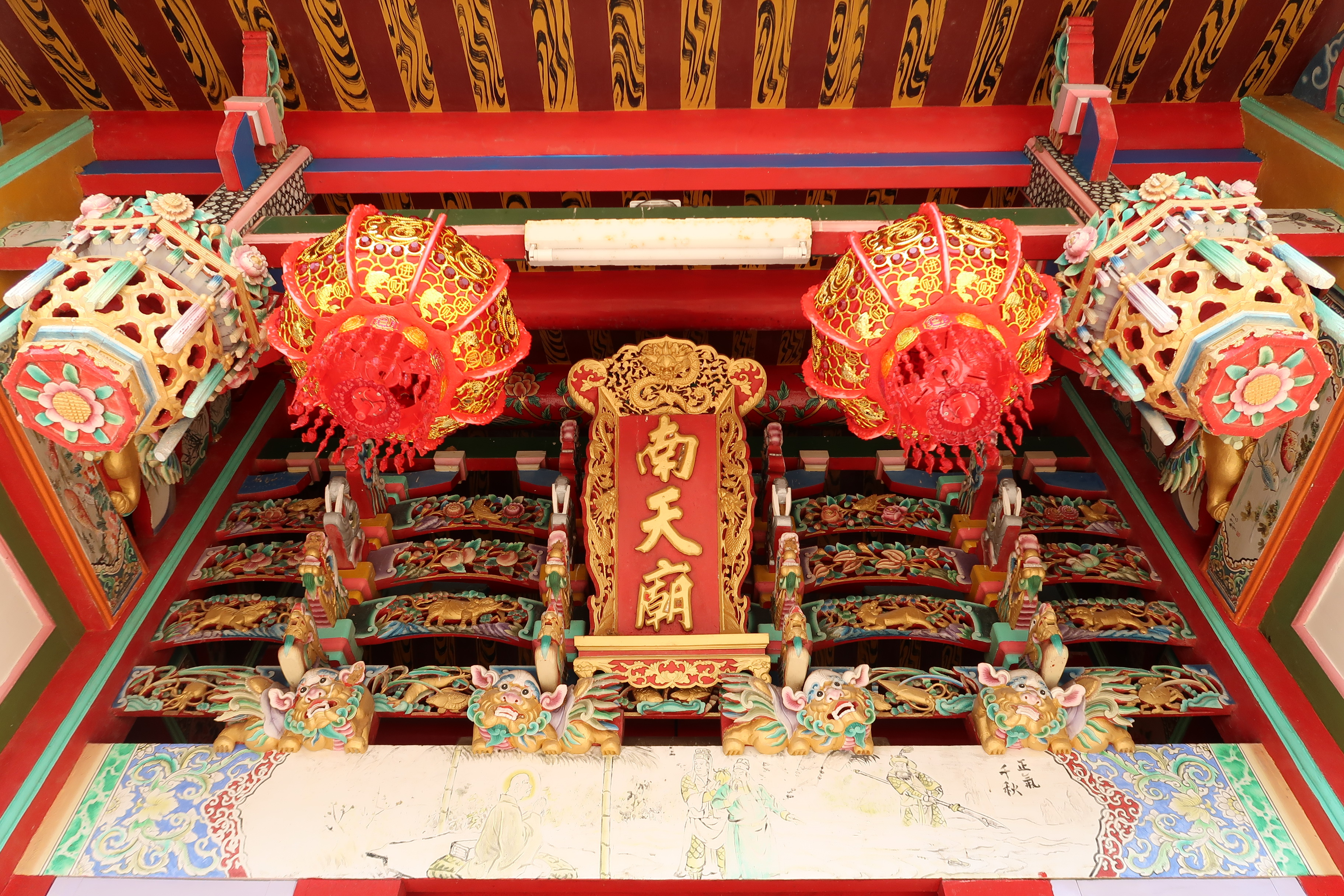
廟名額、垂栱、垂花
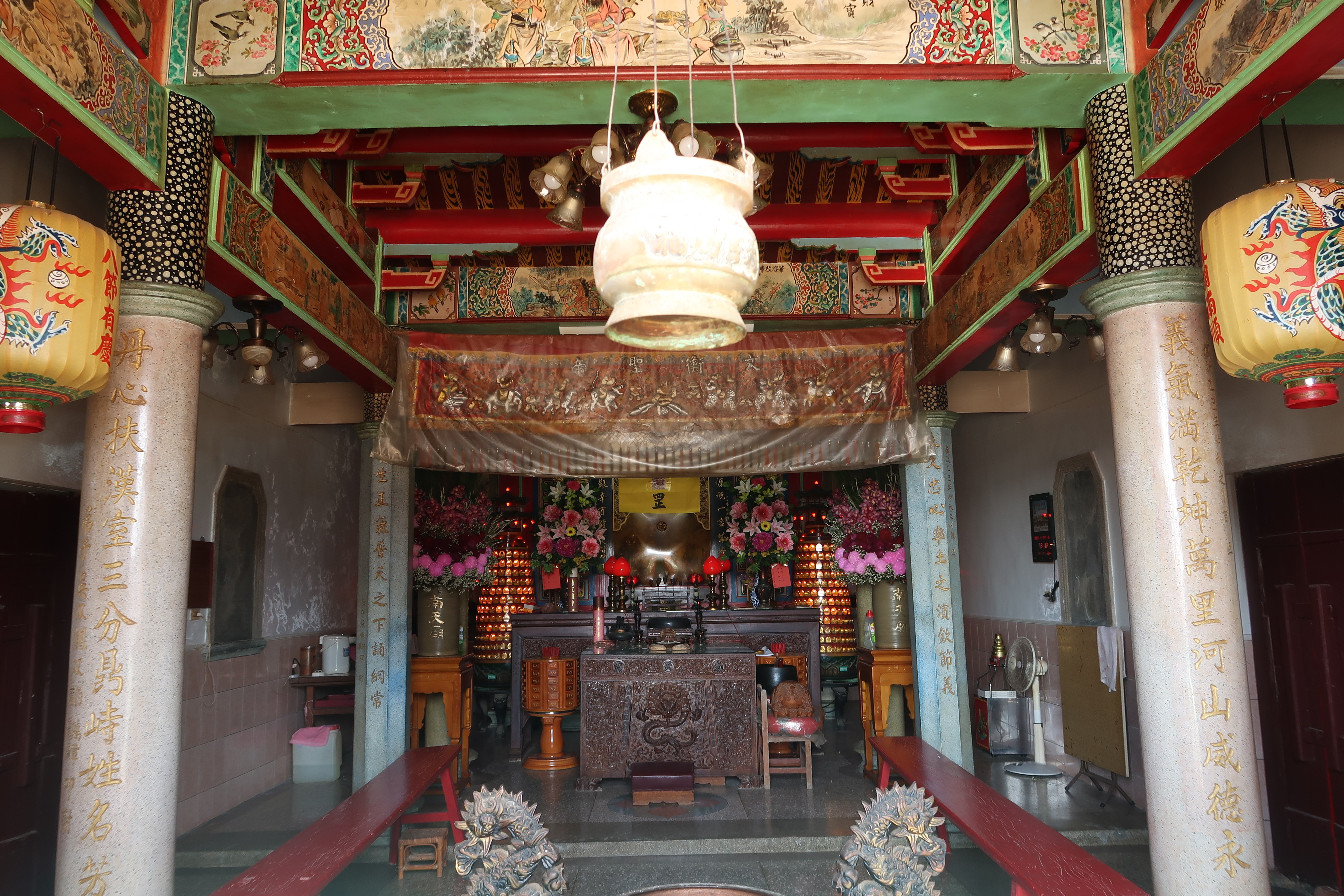
神明廳
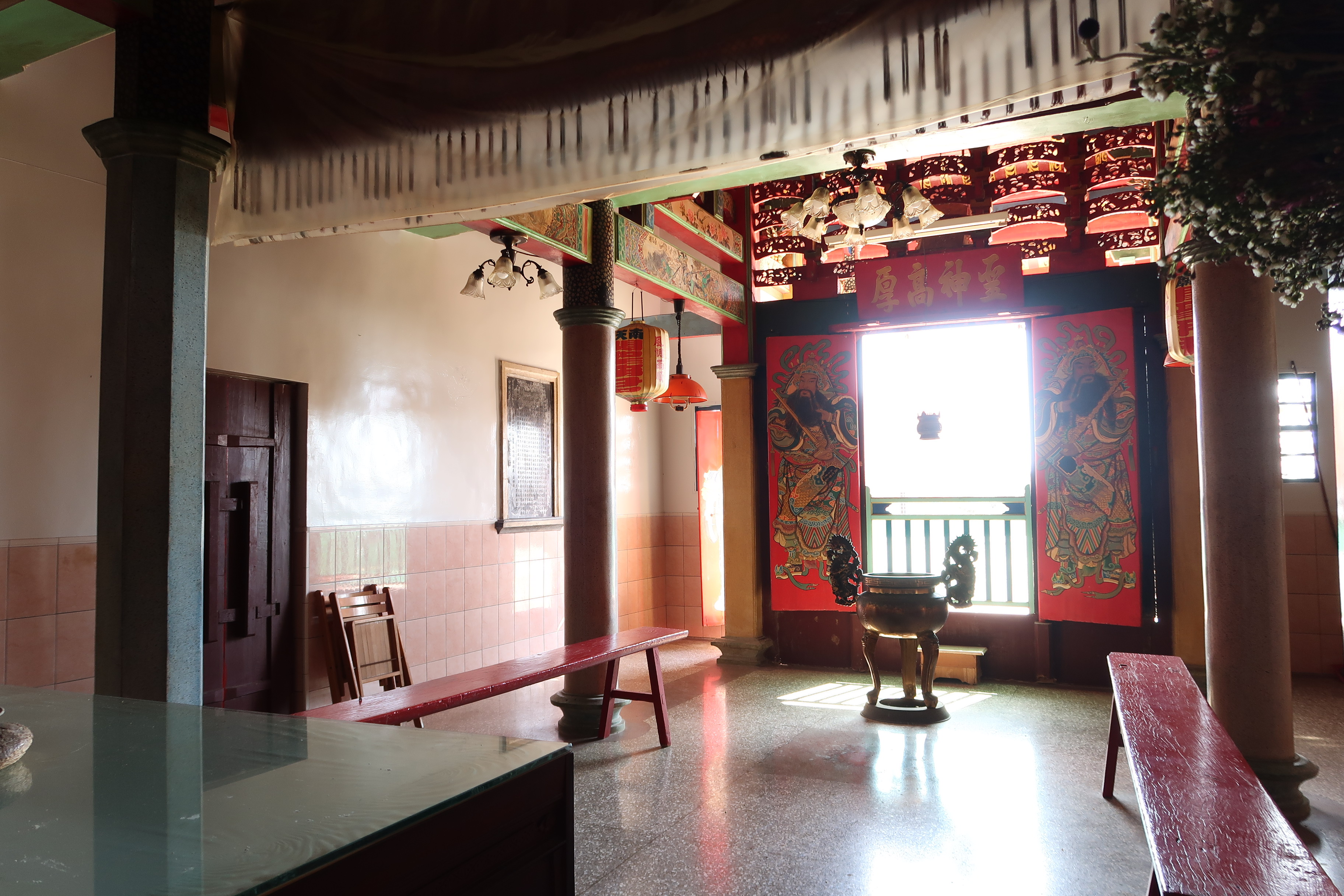
大殿格局
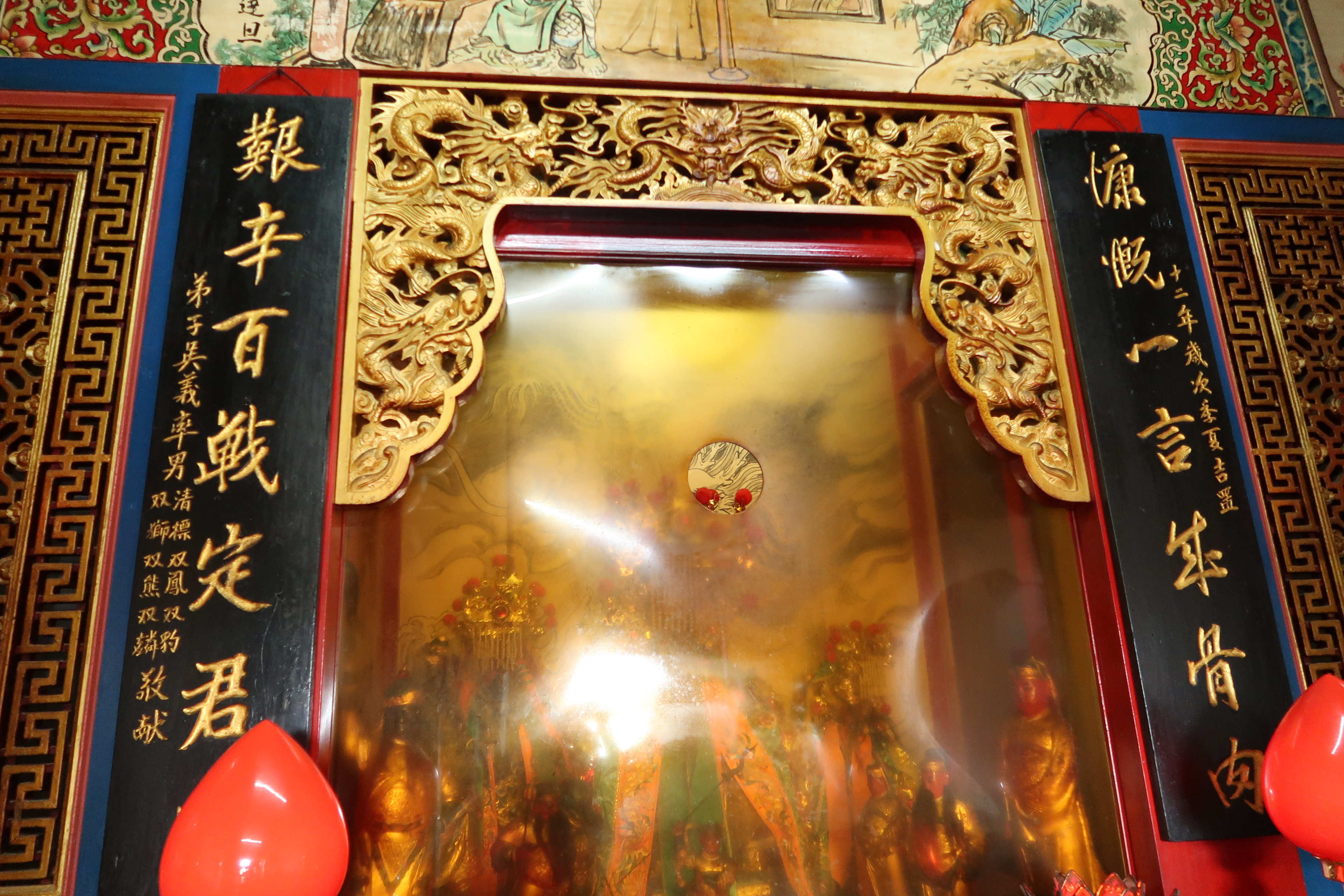
關公神龕、慷慨艱辛聯
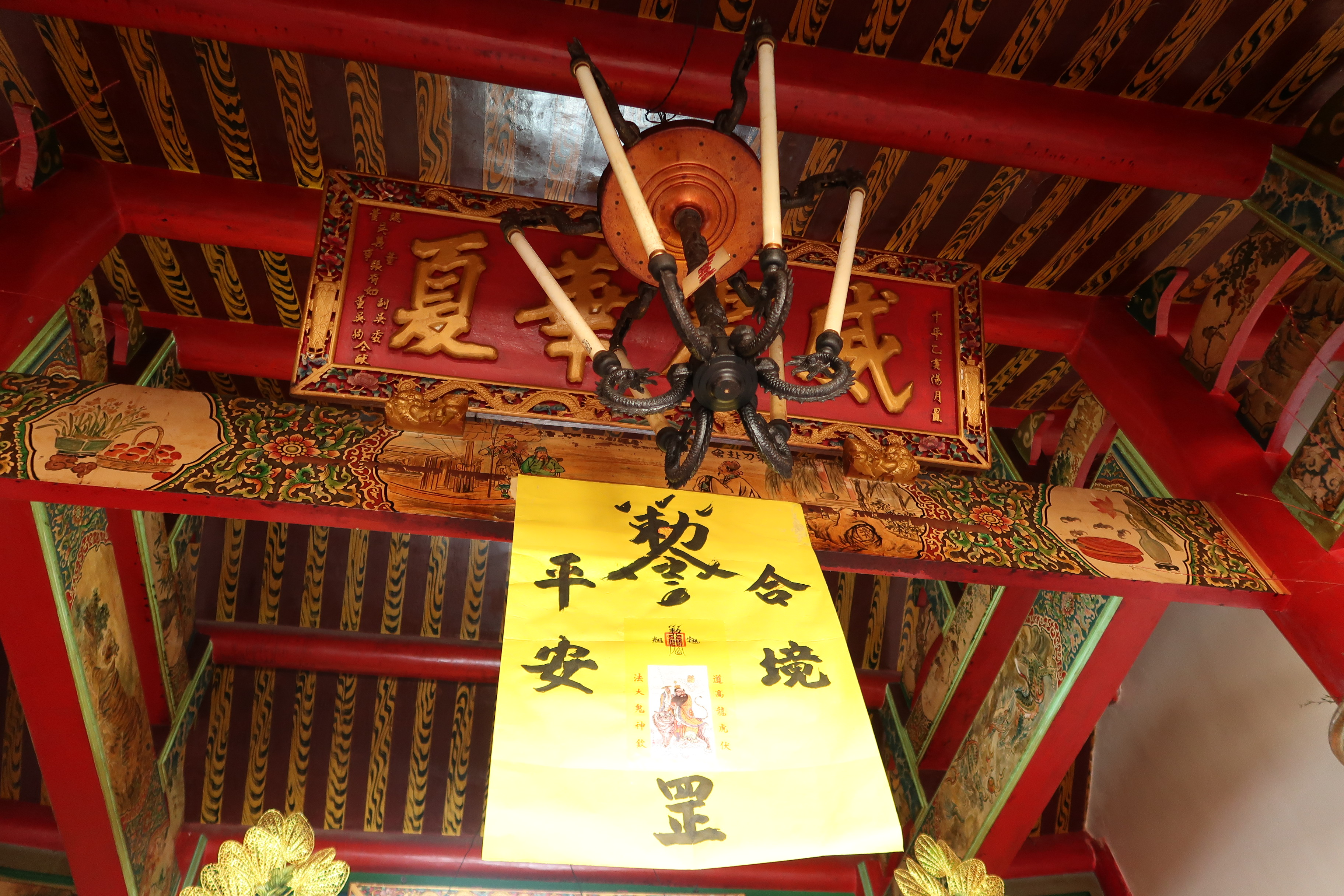
威震華夏匾（1935年）、閭山派大符雷令
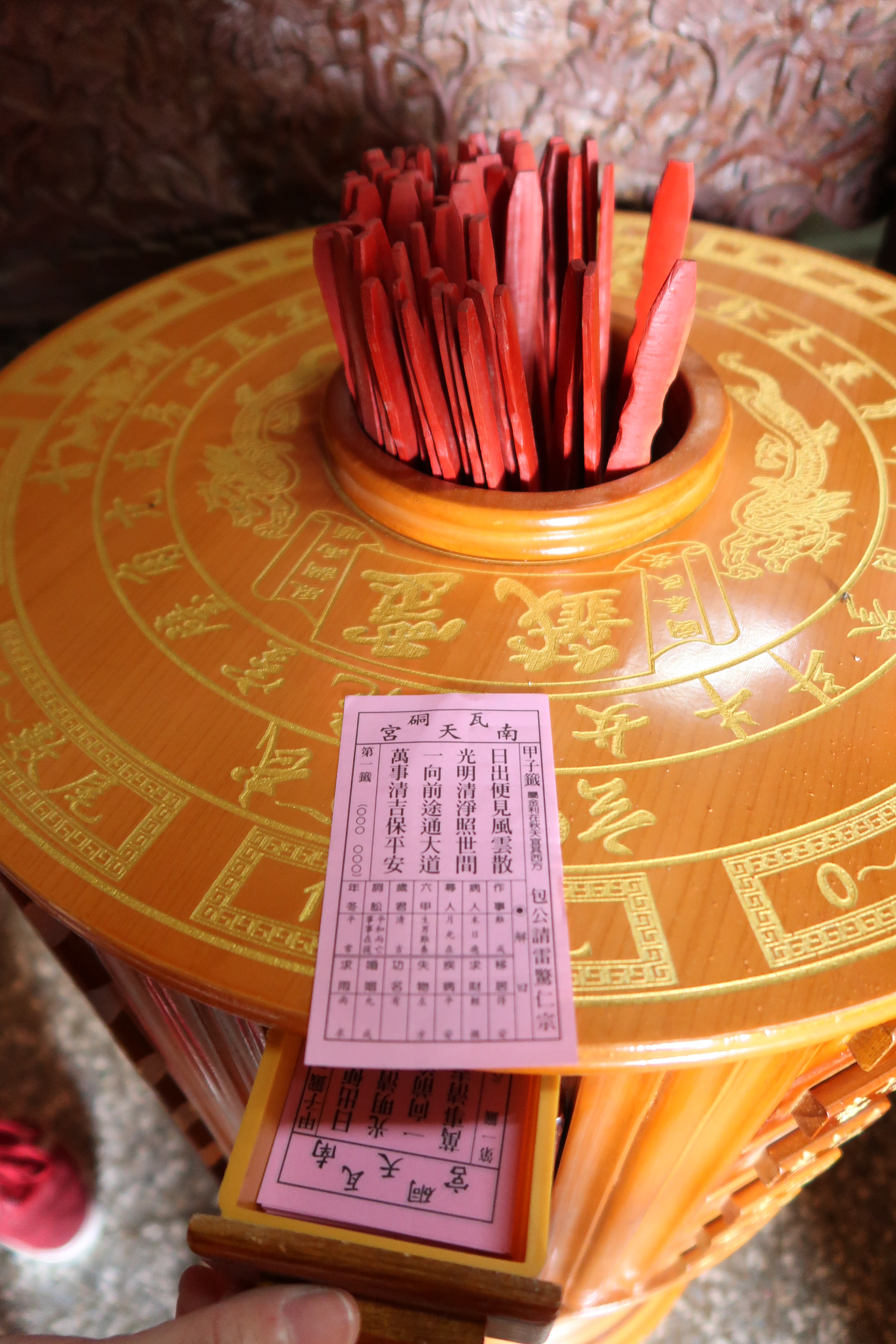
六十甲子籤